# Срібний мольберт
«Срібний мольберт» — відкритий конкурс з живопису проводиться серед студентів вищих навчальних закладів України та Європи. Основним місцем проведення конкурсу є місто Ужгород Закарпатської області. Вперше конкурс відбувся 25 — 29 жовтня 2016 року.

## Організатори
Організатором конкурсу є культурно-мистецька фундація Brovdi Art та її засновники Роберт і Наталія Бровді.

## Формат
Конкурс триває протягом 5-6 днів відповідно до програми. Оголошення про початок реєстрації і попередній відбір оприлюднюється на вебсторінці конкурсу, а також у засобах масової інформації. Організатор і оргкомітет забезпечують: безоплатне проживання, харчування і транспортування учасників у рамках конкурсної програми; надання приміщень і локацій для виконання конкурсних робіт; надання полотен, мольбертів, реквізиту, тощо; культурно-екскурсійну програму.

## Основна мета конкурсу
Метою конкурсу є виявлення й підтримка обдарованої студентської молоді, сприяння її самореалізації та творчому розвитку; підвищення фахового рівня, удосконалення індивідуальної майстерності молодих митців; сприяння активному творчому обміну та взаємозбагаченню різних образотворчих шкіл і напрямів України та світу; популяризація і стимулювання розвитку сучасного національного мистецтва.

## Реєстрація
Реєстрація претендентів для проходження попереднього відбору й участі у конкурсі здійснюється у режимі онлайн на вебсайті конкурсу www.molbert.brovdi.art. Для реєстрації необхідно заповнити заявку-анкету і приєднати до неї: скан-копію паспорта, скан-копію студентського квитка, особисте фото (бажано кольорове художнє фото 10х15 см), зображення 4-6 художніх робіт довільних жанрів у техніці живопису (файли формату JPG, розширенням не менше 100 dpi, максимальним розміром 2 MB кожен). Підтвердження про реєстрацію разом із числовим ID-кодом надсилається на електронну адресу претендента.

## Процедура відбору
Попередній відбір проходить у міру реєстрації заявок-анкет. Претенденти, які успішно пройшли попередній відбір, отримують на свою електронну адресу відповідне повідомлення, а також запрошення взяти участь у конкурсі. Повний список конкурсантів оприлюднюється на вебсайті www.molbert.brovdi.art за 5 днів до початку конкурсу.

## Проведення конкурсу
До виконання конкурсної програми допускаються учасники, які пройшли попередній відбір, прибули у визначений час до місця проведення конкурсу та підписали документи, що регламентують використання авторських прав і персональних даних. Програма конкурсу розрахована на 5-6 календарних днів і включає у себе: прибуття і реєстрацію конкурсантів, виконання конкурсних завдань у трьох номінаціях, визначення і нагородження переможців, а також культурно-екскурсійні, медійні та мистецькі заходи.

## Голосування
Журі оцінює конкурсні роботи, керуючись такими основними (але не виключними) критеріями: відповідність тематиці та глибина її розкриття, рівень майстерності у виражальних засобах (композиційне рішення, колористика і тональність, лінійно-конструктивна побудова, просторова перспектива, ін.), володіння живописною технікою, художність, оригінальність, емоційно-естетичний відгук.
За результатами конкурсу визначаються три переможці у кожній номінації. Крім грошової винагороди партнери конкурсу вручають спеціальні премії за обрану роботу. Усі конкурсанти отримують сертифікати учасників та пам'ятні подарунки. Конкурсні роботи оформляються і видаються друкованим художнім каталогом.

## Хронологія конкурсу. Осінь 2016
З 18 по 22 жовтня 2016 році у м. Ужгород відбувся Всеукраїнський студентський конкурс з живопису «Срібний мольберт», заснований Закарпатською академією мистецтв та громадською організацією «Фундація розвитку закарпатського мистецтва» (сьогодні Brovdi Art).
У Всеукраїнському студентському конкурсі з живопису «Срібний мольберт» взяли участь 44 студенти з 22-х навчальних закладів 13-ти регіонів України. Умовами конкурсу було передбачено виконання трьох етапів: «Міський пейзаж», «Пейзаж» і «Портрет». Крім конкурсних завдань, для учасників та журі організатори передбачили культурно-екскурсійну програму з відвіданням музейних закладів та галерей Ужгорода.

### Програма
Перший передконкурсний день юні митці розпочали зі знайомства з Закарпатською академією мистецтв, її навчально-науковою діяльністю, традиціями та викладацьким складом. Там же відбувся вступний екскурс в історію й сучасність закарпатської школи живопису.
Далі учасники, розділившись на групи, здійснили екскурсію вулицями і пам'ятками старого Ужгорода. Таким чином, конкурсанти змогли не тільки познайомитися з обласним центром Закарпаття, а й отримали можливість відчути настрій та атмосферу міста і обрати місця, які б хотілося відтворити на полотнах для виконання завдання — «Міський пейзаж».
Перший конкурсний етап — «Міський пейзаж». З самого ранку — збір конкурсантів на площі Театральній. Короткий інструктаж, «екіпірування» полотнами, фарбами і обідніми пайками. Після цього, натхненні ужгородськими краєвидами і позитивним настроєм, молоді художники прямують до обраних локацій для виконання конкурсного завдання.
Шість годин поспіль конкурсанти відтворювали на своїх полотнах осінні емоції ужгородських вуличок, скверів і пам'яток.
Другий конкурсний день учасники провели в с. Невицьке Ужгородського р-ну. Тут конкурсанти виконували друге конкурсне завдання — «Пейзаж». Більшість полотен були написані саме на руїнах легендарного Невицького замку.
Передостанній етап конкуру відбувся в холі-атріумі Закарпатської облдержадміністрації і нагадував справжній мистецький форум. «Портрет» — найбільш складне, відповідальне і, водночас, видовищне конкурсне завдання. Тому організатори заходу зробили його відкритим для мистецької публіки, поєднавши з експонуванням конкурсних робіт двох попередніх етапів («Міський пейзаж» і «Пейзаж»).
22 жовтня 2016 року у холі-атріумі Закарпатської ОДА відбулось урочисте оголошення результатів конкурсу та церемонія нагородження переможців.

### Журі
У складі журі першого «Срібного мольберту» були 3 лауреати Національної премії ім. Т. Шевченка, 3 академіки, 5 народних і 1 заслужений художник України, 1 заслужений діяч мистецтв України.
|                              | Голова журі |
| ---------------------------- | --- |
| Чебикін Андрій Володимирович | Художник-графік, педагог. Працює у галузі станкової, книжкової графіки, монументального мистецтва. Лауреат Національної премії України ім. Тараса Шевченка. Народний художник України. Учасник вітчизняних та міжнародних художніх виставок. Дійсний член (академік) і президент Національної академії мистецтв України. Професор. Ректор Національної академії образотворчого мистецтва і архітектури м. Київ. Кавалер ордену «За заслуги» I-III ступенів і «Ордену князя Ярослава Мудрого» IV—V ступенів. Член Національної спілки художників України |

|                              | Заступники голови журі |
| ---------------------------- | --- |
| Криволап Анатолій Дмитрович  | Міжнародно визнаний український художник, майстер нефігуративного малярства та пейзажу. Лауреат Національної премії України ім. Тараса Шевченка. Провів понад півтора десятка персональних виставок в Україні та за кордоном. Роботи художника мають великий успіх на міжнародних мистецьких аукціонах Sotheby's, Christie's, Bonhams, Phillips de Pury. Член Національної спілки художників України.                                                            |
| Небесник Іван Іванович       | Культуролог, мистецтвознавець, педагог. Кандидат педагогічних наук. Професор. Ректор Закарпатської академії мистецтв. Заслужений працівник освіти України. Член Національної спілки художників України |
| Федорук Олександр Касьянович | Відомий український мистецтвознавець, письменник, педагог, літературознавець, громадський діяч. Автор понад 100 наукових праць. Доктор мистецтвознавства. Професор. Дійсний член (академік) Національної академії мистецтв України. Заслужений діяч мистецтв України. Заслужений діяч культури Польщі. Нагороджений «Орденом князя Ярослава Мудрого» V ступеня. Головний редактор журналу «Образотворче мистецтво». Член Національної спілки художників України. |

|                                     | Члени журі |
| ----------------------------------- | --- |
| Бабак Олександр Петрович            | Працює у жанрі станкового та монументального живопису. Провів понад двадцять персональних виставок. Учасник всеукраїнських і міжнародних художніх виставок, конкурсів, фестивалів. Нагороджений орденом «За заслуги» III ступеня. Член Національної спілки художників України. |
| Гулин Петро Анатолійович            | Живописець, графік, монументаліст. Учасник обласних, всеукраїнських, міжнародних мистецьких виставок. Провів близько двадцяти персональних виставок. Член Національної спілки художників України. Член спілки художників Чеської Республіки. |
| Ерфан Франциск Павлович             | Художник, науковець. Учасник вітчизняних та міжнародних художніх виставок. Директор Закарпатського обласного художнього музею імені Й. Бокшая. Керівник благодійного фонду ім. Й. Бокшая. Дійсний член Угорської академії мистецтв. Один із засновників Товариства угорських художників Закарпаття імені Імре Ревеса. Член Національної спілки краєзнавців України.                                                                                                   |
| Корж-Радько Людмила Андріївна       | Графік і живописець. Заслужений художник України. Лауреат обласної премії імені Й. Бокшая та А. Ерделі у жанрі станкової графіки. Декан факультету образотворчого мистецтва Закарпатської академії мистецтв. Член Національної спілки художників України. |
| Кузьма Борис Іванович               | Графік і живописець. Учасник обласних, всеукраїнських і міжнародних художніх виставок, а також міжнародних пленерів і симпозіумів. Народний художник України. Нагороджений орденом «За заслуги» III ступеня. Лауреат обласної премії ім. Й. Бокшая та А. Ерделі у галузі образотворчого мистецтва. Голова Закарпатської організації Національної спілки художників України.                                                                                           |
| Манайло-Приходько Вікторія Іванівна | Художник, мистецтвознавець, історик, викладач. Завідувач Меморіального будинку-музею Народного художника України Федора Манайла. Голова правління громадської організації «Фонд сприяння гуманітарному розвитку ім. Ф.Манайла». Член Спілки дизайнерів України. |
| Микита Володимир Васильович         | Відомий український живописець. Учасник обласних, всеукраїнських і міжнародних художніх виставок з 1950 р. Дійсний член (академік) Національної академії мистецтв України. Лауреат Національної премії України ім. Тараса Шевченка. Нагороджений «Орденом князя Ярослава Мудрого» IV і V ступеня. Народний художник України. Двічі лауреат обласної премії ім. Й. Бокшая та А. Ерделі у галузі образотворчого мистецтва. Член Національної спілки художників України. |
| Мичка Золтан Федорович              | Живописець. Учасник обласних, всеукраїнських і міжнародних художніх виставок, а також міжнародних пленерів і симпозіумів. Народний художник України. Почесний член Національної академії мистецтв України. Лауреат обласної премії ім. Й. Бокшая та А. Ерделі у галузі образотворчого мистецтва. Член Національної спілки художників України. |
| Скакандій Василь Юлійович           | Живописець і графік. Учасник обласних, всеукраїнських і міжнародних художніх виставок. Народний художник України. Лауреат обласної премії ім. Й. Бокшая та А. Ерделі у галузі образотворчого мистецтва. Викладач Закарпатської академії мистецтв. Член Національної спілки художників України. |

### Номінації, нагороди та переможці
У номінації «Міський пейзаж»
| І місце   | Годван Тарас Васильович | Закарпатська академія мистецтв (м. Ужгород)                           |
| ІІ місце  | Ісаєва Валерія          | Національна академія образотворчого мистецтва i архітектури (м. Київ) |
| III місце | Господинчик Максим      | Закарпатська академія мистецтв (м. Ужгород)                           |

У номінації «Пейзаж»
| І місце   | Зевако Марина           | Полтавський національний технічний університет імені Ю. Кондратюка |
| ІІ місце  | Годван Тарас Васильович | Закарпатська академія мистецтв (м. Ужгород)                        |
| III місце | Бєлєй Богдан            | Полтавський національний технічний університет імені Ю. Кондратюка |

У номінації «Портрет»
| І місце   | Годван Тарас Васильович | Закарпатська академія мистецтв (м. Ужгород)                        |
| ІІ місце  | Зевако Марина           | Полтавський національний технічний університет імені Ю. Кондратюка |
| III місце | Господинчик Максим      | Закарпатська академія мистецтв (м. Ужгород)                        |

Спеціальні нагороди
| Міський пейзаж | Щербань Аліна             | Черкаський державний технологічний університет |
| Пейзаж         | Марченко Ольга            | Херсонський національний технічний університет |
| Портрет        | Радомська Ярина-Михайлина | Українська академія друкарства (м. Львів)      |

## Хронологія конкурсу. Весна 2017
З 25 по 29 квітня 2017 року в Ужгороді проходив ІІ Всеукраїнський студентський конкурс з живопису «Срібний мольберт», участь у якому взяв 51 студент 2-6 курсів мистецьких спеціальностей з 17 вищих навчальних закладів України III—IV рівня акредитації.

### Програма
До Ужгорода прибули учасники ІІ Всеукраїнського студентського конкурсу з живопису «Срібний мольберт». Після реєстрації та поселення в готелі конкурсанти вирушили на екскурсію містом, щоб вибрати для себе локації для виконання першого конкурсного завдання — «Міський пейзаж». Закінчився день цікавою і насиченою програмою для учасників, членів експертної ради та членів журі конкурсу, гостей і партнерів.
Офіційний старт «Срібного мольберту». Декілька годин посиленої роботи — і перше завдання «Міський пейзаж» виконано! Після завершення конкурсного завдання на учасників чекала насичена культурна програма.
Цього дня учасники працювали над виконанням другого конкурсного завдання — «Імпровізація». За задумом організаторів та журі — це завдання було найменш регламентоване, а тому — найбільш цікаве. У ньому конкурсанти отримали повну свободу вибору жанру, тематики і техніки виконання.
Також цього дня говорили про роль і місце мистецтва у культурі загалом і про їхнє співіснування в умовах сучасного розвитку суспільства у рамках відкритих творчих бесід у культурно-історичному центрі «Совине гніздо» в Ужгороді. Захід проходив у рамках ІІ Всеукраїнського студентського конкурсу з живопису «Срібний мольберт».
 
Останній конкурсний день пройшов у холі-атріумі Закарпатської ОДА у роботі над завданням — «Портрет». Це найскладніший з фахової точки зору етап творчого змагання. Юні митці відтворювали образи натурників під акомпанемент фортепіано, а всі бажаючі: мешканці та гості міста могли спостерігати за процесом.
Цього дня журі обрало переможців у трьох номінаціях, партнери конкурсу визначились із полотнами для спеціальних нагород. Усі конкурсанти отримали дипломи учасників та подарунки від організаторів конкурсу.

### Журі
|                              | Голова журі |
| ---------------------------- | --- |
| Чебикін Андрій Володимирович | Художник-графік, педагог. Працює у галузі станкової, книжкової графіки, монументального мистецтва. Лауреат Національної премії України ім. Тараса Шевченка. Народний художник України. Учасник вітчизняних та міжнародних художніх виставок. Академік, президент Національної академії мистецтв України. Професор. Ректор Національної академії образотворчого мистецтва і архітектури м. Київ. Кавалер ордену «За заслуги» I-III ступенів і «Ордену князя Ярослава Мудрого» IV—V ступенів. Член Національної спілки художників України. |

|                             | Заступники голови журі |
| --------------------------- | --- |
| Криволап Анатолій Дмитрович | Міжнародно визнаний український художник, майстер нефігуративного малярства та пейзажу. Лауреат Національної премії України ім. Тараса Шевченка. Провів понад півтора десятка персональних виставок в Україні та за кордоном. Член Національної спілки художників України.                                                             |
| Сільваші Тіберій Йосипович  | Визнаний на міжнародному рівні український художник. Володар титулу «Художник року» в Україні та стипендіат Мюнхенського муніципалітету (1995 рік). Куратор проектів на Міжнародному арт-фестивалі в Києві у 1996 і 1998 роках. Член Національної спілки художників України. Член-кореспондент Національної Академії мистецтв України. |
| Небесник Іван Іванович      | Культуролог, мистецтвознавець, педагог. Кандидат педагогічних наук. Професор. Ректор Закарпатської академії мистецтв. Заслужений працівник освіти України. Член Національної спілки художників України. |

|                             | Члени журі |
| --------------------------- | --- |
| Гулин Петро Анатолійович    | Живописець, графік, монументаліст. Заслужений діяч мистецтв України. Член Національної спілки художників України. Член спілки художників Чеської Республіки. Багаторазовий дипломант українських та міжнародних мистецьких конкурсів, учасник численних міжнародних бієнале i трієнале, першої виставки українського авангарду у Лондоні (Англія). Дипломант бієнале exlibrusa, (Вільнюс, Литва). Лауреат першої премії Львівського міжнародного осіннього салону «Високий замок». |
| Скляренко Галина Яківна     | Мистецтвознавець. Старший науковий співробітник Інституту мистецтвознавства, фольклористики та етнології ім. М. Рильського Національної академії наук України та Інституту проблем сучасного мистецтва Національної академії мистецтв України, доцент, автор понад 500 публікацій про українське мистецтво XX — початку XXI століття. |
| Кузьма Борис Іванович       | Графік і живописець. Учасник обласних, всеукраїнських і міжнародних художніх виставок, а також міжнародних пленерів і симпозіумів. Народний художник України. Нагороджений орденом «За заслуги» III ступеня. Лауреат обласної премії ім. Й. Бокшая та А. Ерделі у галузі образотворчого мистецтва. Голова Закарпатської організації Національної спілки художників України. |
| Габда Владислав Васильович  | Художник, постімпресіоніст, модерніст, інформаліст. Заслужений художник України. Лауреат обласної премії ім. Й. Бокшая та А. Ерделі. Член Національної спілки художників України. |
| Микита Володимир Васильович | Відомий український живописець. Учасник обласних, всеукраїнських і міжнародних художніх виставок із 1950 р. Академік Національної академії мистецтв України. Лауреат Національної премії України ім. Тараса Шевченка. Нагороджений «Орденом князя Ярослава Мудрого» IV і V ступеня. Народний художник України. Двічі лауреат обласної премії ім. Й. Бокшая та А. Ерделі у галузі образотворчого мистецтва. Член Національної спілки художників України.                            |
| Бабак Олександр Петрович    | Член Національної спілки художників України. Учасник всеукраїнських і міжнародних художніх виставок, конкурсів, фестивалів. Нагороджений орденом «За заслуги» III ступеня. Працює у жанрі станкового і монументального живопису. |

### Партнери
Аукціонний дім «Золотое Сечение» — український аукціонний дім. Заснований у 2004 році братами Михайлом та Олексієм Василенками. Один із провідних учасників українського арт-ринку. Основні напрями діяльності: класичний живопис XIX — XX ст., альтернативні течії (авангард, нонконформізм, андеґраунд), сучасне мистецтво та іконопис, художня фотографія, предметний дизайн, раритетні автомобілі, книги. Компанія першою в Україні почала проводити аукціони сучасного мистецтва, дизайну і фотографії. За рейтингом журналу «Фокус», співзасновники «Золотого Сечения» Михайло та Олексій Василенки посіли 4 та 5 місця серед 25 найбільш впливових діячів вітчизняного арт-ринку. Вони виступають експертами з аналізу тенденцій вітчизняного і світового ринків мистецтва.
Sky Art Foundation — благодійний фонд, який був заснований восени 2014 року за ініціативи Дмитра Палієнка. Мета організації — підтримка та розвиток нового покоління українських сучасних художників, а також сприяння міжнародним культурним обмінам та інтеграції української культури у світовий арт-контекст.
Фонд веде активну виставкову та благодійну діяльність, займається організацією міжнародних арт-проектів. Крім того, фінансово підтримує культурні заходи за участю українських художників, засновує гранти талановитим авторам.
Voloshyn Gallery — галерея сучасного мистецтва, заснована Максимом та Юлією Волошиними у 2006 році. Voloshyn Gallery опікується розвитком мистецького середовища в Україні й сприяє його інтеграції у світові культурні процеси. Галерея представляє українських художників за кордоном, бере участь у міжнародних арт-ярмарках та мистецьких проектах, формує імідж України як культурної країни у світі.
Voloshyn Gallery презентує твори різних генерацій художників, серед яких такі митці: Михайло Деяк, Ганна Валієва, Марія Сулименко, Артем Волокітін, Богдан Томашевський, Влада Ралко, Володимир Будніков, Анатолій Криволап, Олександр Бабак, Олександр Ройтбурд, Юрій Соломко. Галерея є майданчиком для експериментів, досліджень, соціальних проектів.
Анатолій Криволап — український художник, майстер українського нефігуративного малярства та пейзажу. Член Національної спілки художників України. Лауреат Національної премії України ім. Тараса Шевченка (2012). Лауреат загальнонаціональної премії «Людина року» в номінації «Митець року» (2011). Митець широко відомий в Україні й поза її межами. Роботи художника мають великий успіх на міжнародних мистецьких аукціонах Sotheby's, Christie's, Bonhams, Phillips de Pury.
Royal Talens — іменита компанія з виробництва фарб і художніх матеріалів, заснована 1899 року фінансистом Мартіном Таленсом (Marten Talens) у м. Апелдорн у Нідерландах. У 1949 році королівською сім'єю Нідерландів компанії присвоєний титул Royal (що в перекладі — «Королівський») на знак визнання виняткової якості продукції. З цього часу фабрику починають називати Royal Talens. Це дало новий поштовх у розвитку виробництва. Сьогодні Royal Talens — це компанія, що динамічно розвивається і пропонує повний асортимент художніх матеріалів та інноваційних продуктів, розроблених разом із художниками, дизайнерами зі всього світу з урахуванням вимог до кожної техніки живопису чи декорування. Всесвітньовідомі бренди Royal Talens: фарби Rembrandt, Van Gogh, Amsterdam, Talens Art Creation, Cobra, Talens. Кожен бренд має власну концепцію розвитку і займає лідируючі позиції на міжнародному ринку.
Ігор Абрамович — радник дирекції Інституту проблем сучасного мистецтва НАМУ. Арт-дилер, куратор, мистецтвознавець, консультант з питань українського сучасного мистецтва та формування художніх колекцій в Україні. Найбільш успішно представляє сучасних українських митців на зарубіжних аукціонах (Christie's, Phillips, Sotheby's).
ArtsLooker — інформаційний портал про сучасне мистецтво, заснований у 2012 році. Діяльність онлайн-платформи спрямована на розвиток та популяризацію в медіапросторі сучасного українського арту (живопис, скульптура, інсталяції, перформанс, дизайн, фото), підтримку вітчизняних художників і культурних проектів, якісне висвітлення подій, явищ і тенденцій у світі мистецтва.
Арт-резиденція «Великий Перевіз» заснована в 2010 р. художниками Тамарою та Олександром Бабаками i підприємцем Юрієм Осламовським. Куратор проекту — Тамара Бабак. Місцезнаходження резиденції — с. Великий Перевіз, Полтавська область. У резиденції мають можливість творити живописці, графіки, медіа-художники. Планується створення умов для роботи керамістів.

### Номінації нагороди та переможці
У номінації «Міський пейзаж»
| І місце   | Вероніка Сироткіна  | Національна академія образотворчого мистецтва і архітектури |
| ІІ місце  | Максим Господинчик  | Закарпатська академія мистецтв                              |
| III місце | Катерина Шелевицька | Закарпатська академія мистецтв                              |

У номінації «Імпровізація»
| І місце   | Максим Господинчик | Закарпатська академія мистецтв                              |
| ІІ місце  | Володимир Когут    | Львівська національна академія мистецтв                     |
| III місце | Вероніка Сироткіна | Національна академія образотворчого мистецтва і архітектури |

У номінації «Портрет»
| І місце   | Максим Господинчик | Закарпатська академія мистецтв                              |
| ІІ місце  | Вероніка Сироткіна | Національна академія образотворчого мистецтва і архітектури |
| III місце | Петро Грицюк       | Львівська національна академія мистецтв                     |

Чимало учасників отримали спеціальні премії від партнерів конкурсу, зокрема, були нагороджені:
– від аукціонного дому «Золотое Сечение» — Анастасія Мітікова (Харківська державна академія дизайну і мистецтв);
– від Sky Art Foundation — Вероніка Сироткіна (Національна академія образотворчого мистецтва і архітектури);
– від Максима та Юлії Волошиних, засновників галереї сучасного мистецтва Voloshyn Gallery — Петро Грицюк (Львівська національна академія мистецтв), Володимир Когут (Львівська національна академія мистецтв), Ігор Некраха (Обласний комунальний заклад «Харківське училище культури»);
– від Royal Talens — Станіслав Ілляшенко (Харківська державна академія дизайну і мистецтв);
– спеціальну відзнаку від художника Анатолія Криволапа отримала Анастасія Теличук (Національна академія образотворчого мистецтва і архітектури); 
– від радника директора Інституту проблем сучасного мистецтва Національної академії мистецтв України, арт-дилера Ігоря Абрамовича отримали нагороди три учасники: Олег Дробоцький (Львівська національна академія мистецтв), Вероніка Сироткіна (Національна академія образотворчого мистецтва і архітектури) та Діана Факш (Національна академія образотворчого мистецтва і архітектури);
– медіа-партнер конкурсу — засновник інформаційного порталу Arts Looker Михайло Кирейто також відзначив роботу Діани Факш (НАОМА) і в нагороду запропонував їй ще цьогоріч організувати виставку робіт у київському арт-просторі «SKLO»;
– Арт-резиденція «Великий Перевіз» нагородила десятиденним відпочинком трьох учасників, чиї роботи найбільше сподобалися її представнику, –Петра Грицюка (Львівська національна академія мистецтв), Анастасію Мітікову (Харківська державна академія дизайну і мистецтв) та Олексія Омельченка (НАОМА).
Крім того, всі учасники отримали від нідерландської компанії Royal Talens набори олійних фарб Van Gogh та набір лінерів Sakura.